# Корбетта
Корбетта (італ. Corbetta) — муніципалітет в Італії, у регіоні Ломбардія,  метрополійне місто Мілан.
Корбетта розташована на відстані близько 490 км на північний захід від Рима, 22 км на захід від Мілана.
Населення — 18 177 осіб (2014).

Щорічний фестиваль відбувається 8 травня. Покровитель — san Vittore.

## Демографія
Населення за роками:

Станом на 1 січня 2023 року в муніципалітеті офіційно проживало 1650 іноземців з 73 країн, серед них 388 громадян країн Євросоюзу та 111 громадян України.

## Сусідні муніципалітети
- Альбаїрате
- Арлуно
- Кассінетта-ді-Луганьяно
- Чизліано
- Маджента
- Робекко-суль-Навільйо
- Санто-Стефано-Тічино
- Віттуоне